# Reprezentacja Irlandii w koszykówce mężczyzn
Reprezentacja Irlandii w koszykówce mężczyzn – męska drużyna koszykarska, reprezentująca wyspę Irlandię spotkaniach międzynarodowych. W skład drużyny wchodzą zawodnicy zarówno z Irlandii jak również z Irlandii Północnej. Drużyna nigdy nie wzięła udziału w ME ani MŚ, jednak brała udział na IO w roku 1948, gdzie zajęła 23. miejsce. Reprezentacja rozgrywa swoje mecze w hali National Basketball Arena w Tallaght (Dublin).

## Kwalifikacje doEuroBasketu 2009
| Drużyna    | Ratio | Z | P | K+  | K-  | +/-  |
| ---------- | ----- | - | - | --- | --- | ---- |
| Gruzja     | .875  | 7 | 1 | 738 | 549 | +189 |
| Szwecja    | .875  | 7 | 1 | 627 | 491 | +136 |
| Słowacja   | .500  | 4 | 4 | 630 | 631 | -1   |
| Irlandia   | .250  | 2 | 6 | 616 | 663 | -47  |
| Luksemburg | .000  | 0 | 8 | 512 | 789 | -277 |

|            | Gruzja | Irlandia | Luksemburg | Słowacja | Szwecja |
| ---------- | ------ | -------- | ---------- | -------- | ------- |
| Gruzja     | –      | 98-73    | 115-73     | 91-50    | 82-72   |
| Irlandia   | 77-94  | –        | 100-83     | 88-95    | 50-66   |
| Luksemburg | 65-98  | 70-97    | –          | 63-76    | 51-96   |
| Słowacja   | 78-101 | 75-68    | 110-67     | –        | 88-89   |
| Szwecja    | 61-59  | 82-63    | 97-40      | 64-58    | -       |

## Znani gracze irlandzcy
- Pat Burke – środkowy, między innymi gracz Asseco Prokom Sopot.
- Marty Conlon – środkowy, nie rodowity Irlandczyk, lecz o pochodzeniu Irlandzkim. Gracz takich klubów jak: Sacramento Kings, Los Angeles Clippers czy Miami Heat.
- Cal Bowdler – wysoki skrzydłowy, posiada 2 obywatelstwa Irlandzkie jak i Amerykańskie. Były gracz Atlanty Hawks.